# Iodes africana
Iodes africana är en tvåhjärtbladig växtart som beskrevs av Friedrich Welwitsch och Oliver. Iodes africana ingår i släktet Iodes och familjen Icacinaceae. Inga underarter finns listade i Catalogue of Life.